# Dysoxylum pumilum
Dysoxylum pumilum är en tvåhjärtbladig växtart som beskrevs av David John Mabberley. Dysoxylum pumilum ingår i släktet Dysoxylum och familjen Meliaceae. Inga underarter finns listade i Catalogue of Life.